# U-Bahnhof Bensberg
Der U-Bahnhof Bensberg ist eine Endstation der Stadtbahn Köln. Sie wird von der Linie 1 der Kölner Verkehrs-Betriebe (KVB) bedient.

## Lage
Die Station liegt in Bensberg, einem Ortsteil von Bergisch Gladbach.

## Architektur
Ein Mittelbahnsteig ermöglicht das Ein- und Aussteigen an zwei Gleisen. Der oberirdische Busbahnhof Bensberg ist über Treppen, Rolltreppen und einen Aufzug erreichbar. Zwei Parkdecks stehen für Park-and-ride zur Verfügung.

## Linie 1

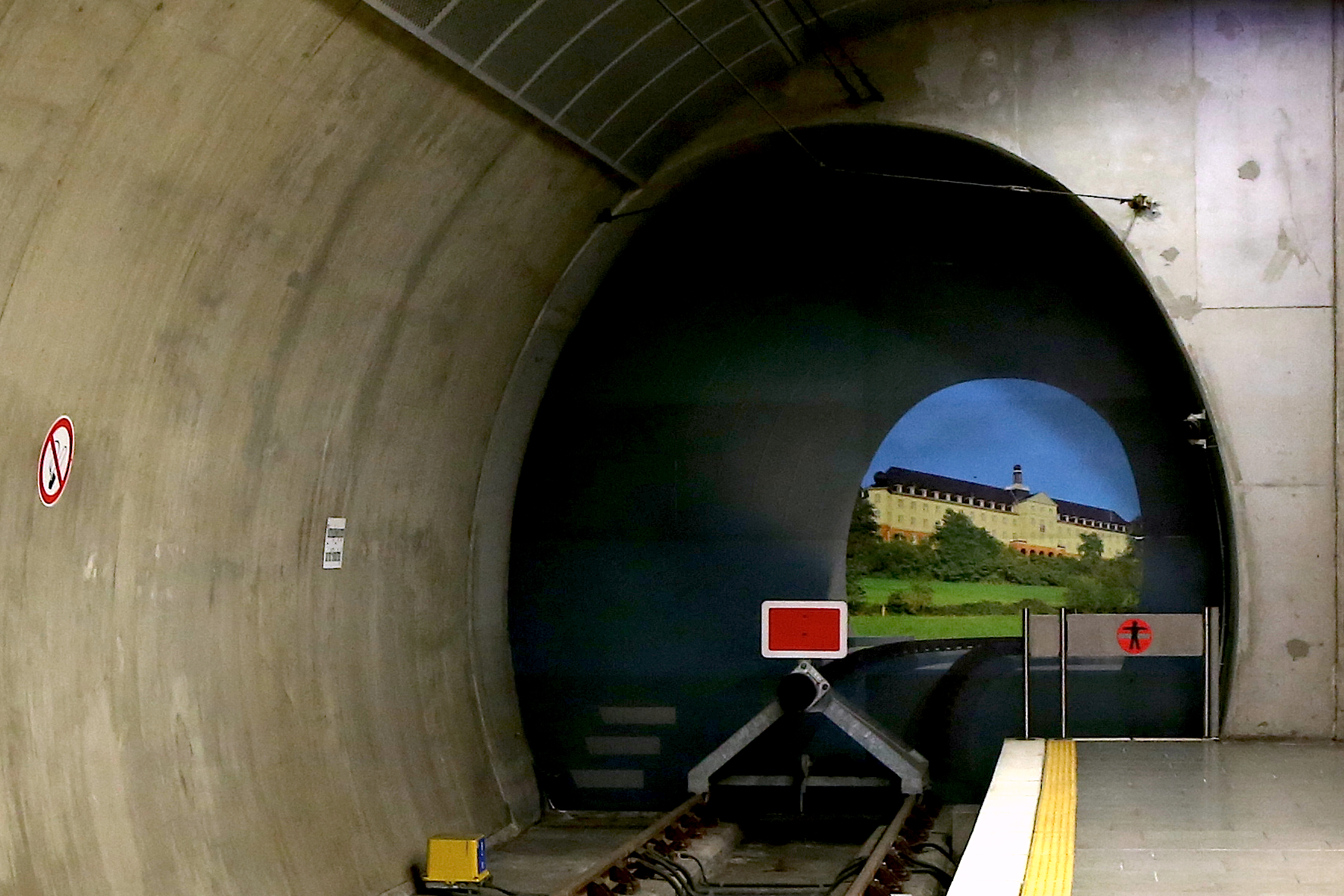
Illusion

Die Linie 1 ist eine Ost-West-Linie. Die 26,5 km lange Strecke führt über den Rhein und verbindet das linksrheinische Weiden mit dem rechtsrheinischen Bensberg. Der Tunnel für den letzten 487 Meter langen Streckenabschnitt zwischen den Stationen „Im Hoppenkamp“ und „Bensberg“ wurde am 27. Mai 2000 eingeweiht. Planungen, die Strecke bis nach Herkenrath zu verlängern, sind bislang nicht realisiert worden, eine kurze Bauvorleistung wurde aber gebaut. Eine Wandbemalung am Ende der Gleise zeigt die Illusion einer Fortführung der Strecke mit Tunnelausgang am Kardinal-Schulte-Haus in Bensberg. Am oberirdischen Busbahnhof gibt es Anschlüsse zu den Nachbarstädten Leverkusen, Overath und Rösrath. Ein Schnellbus fährt in 35 Minuten über die A4 zum Hauptbahnhof Köln.
| Linie | Verlauf | Takt   |
| ----- | --- | ------ |
| 1     | Weiden West – Junkersdorf – Rheinenergiestadion – Müngersdorf – Braunsfeld – Aachener Str./Gürtel – Moltkestraße – Rudolfplatz – Neumarkt – Heumarkt – U Bf. Deutz/Messe – U Deutz Technische Hochschule – U Kalk Post – U Kalk Kapelle – U Fuldaer Straße – U Sportpark Höhenberg – Merheim – Brück – Lustheide – Refrath – Kippekausen – Frankenforst – Neuenweg – Kölner Str. – Im Hoppenkamp – U Bensberg | 10 min |